# Restless and Wild
Restless and Wild četvrti je studijski album njemačkog heavy metal sastava Accept. Diskografska kuća Brain Records objavila ga je 4. listopada 1982.

## Popis pjesama
| 1. | »Fast as a Shark«   | Accept                         | 3:49 |
| 2. | »Restless and Wild« | Accept, Robert A. Smith-Diesel | 4:12 |
| 3. | »Ahead of the Pack« | Accept                         | 3:24 |
| 4. | »Shake Your Heads«  | Accept                         | 4:17 |
| 5. | »Neon Nights«       | Deaffy, Smith-Diesel           | 6:01 |

| B-strana | B-strana                         | B-strana             | B-strana | B-strana | B-strana | B-strana | B-strana | B-strana | B-strana |
| Br.      | Skladba                          | Autor                | Trajanje |          |          |          |          |          |          |
| -------- | -------------------------------- | -------------------- | -------- | -------- | -------- | -------- | -------- | -------- | -------- |
| 6.       | »Get Ready«                      | Accept, Smith-Diesel | 3:41     |          |          |          |          |          |          |
| 7.       | »Demon's Night«                  | Accept               | 4:27     |          |          |          |          |          |          |
| 8.       | »Flash Rockin' Man«              | Accept               | 4:28     |          |          |          |          |          |          |
| 9.       | »Don't Go Stealing My Soul Away« | Accept, Smith-Diesel | 3:15     |          |          |          |          |          |          |
| 10.      | »Princess of the Dawn«           | Deaffy, Smith-Diesel | 6:15     |          |          |          |          |          |          |
| 43:49    |                                  |                      |          |          |          |          |          |          |          |

## Zasluge
| Accept - Udo Dirkschneider – vokali - Wolf Hoffmann – gitara - Peter Baltes – bas-gitara - Stefan Kaufmann – bubnjevi |  | Ostalo osoblje - Tim Young – masteriranje - Vic Anesini – masteriranje - Erhard Schulz – fotografija - Didi Fill – portreti - Stefan Böhle – dizajn, fotografija - Michael Wagener – tonska obrada, miksanje |